# Serjania polystachya
Serjania polystachya är en kinesträdsväxtart som först beskrevs av Porphir Kiril Nicolai Stepanowitsch Turczaninow, och fick sitt nu gällande namn av Ludwig Radlkofer. Serjania polystachya ingår i släktet Serjania och familjen kinesträdsväxter. Inga underarter finns listade i Catalogue of Life.